# Bataille de Curzola
 (décembre 2019).
Si vous disposez d'ouvrages ou d'articles de référence ou si vous connaissez des sites web de qualité traitant du thème abordé ici, merci de compléter l'article en donnant les références utiles à sa vérifiabilité et en les liant à la section « Notes et références ».
La bataille navale de Curzola, qui eut lieu le 8 septembre 1298 dans les environs de l'île de Korčula (Dalmatie) avec la victoire de Gênes, restaura l'équilibre entre les deux républiques maritimes de Venise et Gênes.

## Contexte
À la suite de nombreuses actions diplomatiques qui avaient impliqué Gênes et Constantinople d'un côté, et Venise et Charles Ier d'Anjou de l'autre, l'hostilité entre les deux républiques était maximale. Voulant accaparer quelques colonies sur la mer Noire, les Vénitiens entamèrent des pourparlers avec le Khan des Tartares, en Crimée. Les affrontements avec Gênes ne se firent pas attendre : les Vénitiens détruisirent quelques comptoirs génois à Limassol et à Famagouste (Chypre), tandis que Niccolò Spinola porta la flotte génoise à capturer vingt-cinq galères vénitiennes au port d'Alexandrette. Une première expédition génoise de 160 galères menée par Oberto Doria, décidée à détruire définitivement la flotte vénitienne, fut contrainte de rentrer à cause d'une des si nombreuses luttes intestines qui tourmentaient la Gênes médiévale. Venise en profita pour attaquer les possessions ligures de Péra, Phocée, Chypre et Caffa. Finalement la république ligure donna à Lamba Doria le commandement de 78 galères pour attaquer la flotte vénitienne, même « au risque de la débusquer jusque dans sa lagune ». Le 8 septembre 1298, près de Zadar, 95 galères vénitiennes décidèrent d'attaquer les Génois.

## La bataille

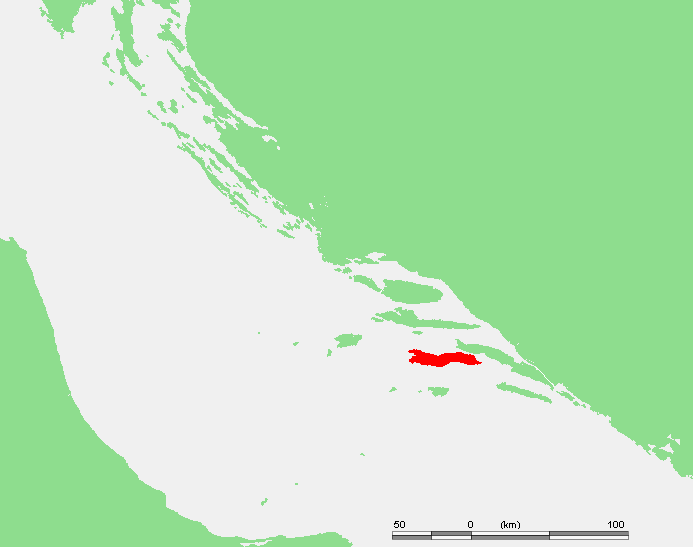
L'île de Korčula dans l'Adriatique.

La formation ligure était dans le sens du vent et a voga arrancata (« à nage difficile » — c'est-à-dire la plus grande vitesse que peut atteindre une galère) ; en formation serrée, elle se jeta sur la coalition de Venise, en rompant les rangs. Les galères génoises étaient toutes d'un nouveau modèle révolutionnaire dit à sensile, elles étaient donc plus maniables et plus rapides que les galères vénitiennes. Se souvenant du succès de la bataille de la Meloria, Doria laissa de côté 15 des 78 galères comme renfort, en dépit du risque important : les Génois était en effet en nette infériorité numérique. La bataille fut particulièrement sanglante, plus encore que le précédent affrontement de 1284 contre les Pisans. Aborder ou couler les navires vénitiens coûta cher sur le plan des pertes humaines à la flotte génoise.
Les Vénitiens virent couler 65 de leurs galères, être capturées 18 ; les morts parmi les Vénitiens furent de sept mille, les prisonniers autant. Parmi eux se trouvait, selon Ramusio, Marco Polo qui, de retour de son voyage en Chine, aurait commandé une galère qu'il avait fait armer, et en tout cas se retrouvait en prison à Gênes, où il rédigea Le Livre de Marco Polo avec Rustichello de Pise, lui aussi prisonnier depuis, semble-t-il, la bataille de la Meloria.
L'amiral vénitien se serait suicidé plutôt que d'être porté à Gênes « en se brisant le crâne contre le banc où il était enchaîné » pour être présenté au triomphe de l'amiral génois. L'amiral ligure Lamba Doria de son côté, perdit un fils dans la bataille, et le fit ensevelir dans cette mer, affirmant qu'il n'aurait pu y avoir de meilleure tombe que celle-là.
Comme il a été dit, les pertes de Gênes avaient été élevées, et la flotte décida de rentrer dans sa patrie, en renonçant à attaquer Venise-même, fait qui selon certains historiens aurait pu déterminer le déclin complet de la « Sérénissime ». Il n'en fut pas ainsi et les deux républiques épuisées en vinrent à la solution diplomatique.

## Conséquences
En 1299 fut enfin signée la paix entre Gênes et Venise, sans vainqueur ni vaincu. Cependant la guerre entre la « Superbe » et la « Sérénissime » reprit entre 1350 et 1355, les pourparlers de paix scellant encore une fois une victoire militaire de Gênes et une égalité diplomatique.

## Source
- (it) Cet article est partiellement ou en totalité issu de l’article de Wikipédia en italien intitulé « Battaglia di Curzola » (voir la liste des auteurs).